# Lorène Bazolo
Lorène Dorcas Bazolo (ur. 4 maja 1983 w Brazzaville) – portugalska lekkoatletka, sprinterka, do 2016 roku reprezentantka Konga. Medalistka mistrzostw ibero-amerykańskich i igrzysk śródziemnomorskich, uczestniczka mistrzostw świata oraz Europy i Afryki, czterokrotna olimpijka (Londyn 2012, Rio de Janeiro 2016, Tokio 2020, Paryż 2024).

## Przebieg kariery
W 2009 roku wystąpiła na uniwersjadzie w Belgradzie, gdzie wystartowała w zmaganiach w konkurencji biegu na 200 m – zakończyła je na 6. miejscu w półfinale. W kolejnych latach kariery startowała m.in. na igrzyskach afrykańskich w Maputo, jednak bez większych sukcesów. W 2012 roku uczestniczyła w igrzyskach olimpijskich w Londynie, w ramach których startowała wyłącznie w konkurencji biegu na 100 m i zajęła w fazie eliminacyjnej ostatnie, 8. miejsce w swojej kolejce (uzyskała czas 11,90).
Jako reprezentantka Portugalii, w zawodach międzynarodowych zadebiutowała, biorąc udział w rozgrywanych w Amsterdamie mistrzostwach Europy. Startowała tam w konkurencji biegu na 100 m, zajęła w półfinale 5. miejsce. Niedługo później znów wystąpiła w igrzyskach olimpijskich, tym razem startowała w dwóch konkurencjach biegowych. W konkurencji biegu na 100 m odpadła w eliminacjach, zajmując 4. miejsce z czasem 11,43; tę samą lokatę w eliminacjach zajęła w konkurencji biegu na dwukrotnie większym dystansie (gdzie uzyskała rezultat czasowy 23,01). W 2017 roku pierwszy raz w karierze wystąpiła na mistrzostwach świata, starty w konkurencji biegu na 200 m zakończyła w fazie eliminacji, zajmując w swej kolejce 6. miejsce. Uczestniczyła w rozgrywanych w Mińsku igrzyskach europejskich, gdzie zajęła w finale 4. miejsce w konkurencji biegu na 100 m.
W 2021 roku po raz trzeci brała udział w igrzyskach olimpijskich. W konkurencji biegu na 100 m odpadła w eliminacjach, zajmując 4. miejsce w fazie eliminacyjnej z czasem 11,31, natomiast w konkurencji biegu na 200 m odpadła w półfinale, zajmując w tej fazie 7. miejsce w swojej kolejce (z czasem 23,20).
W 2022 roku zdobyła trzy srebrne medale mistrzostw ibero-amerykańskich (w konkurencjach biegu na 100 i 200 m oraz biegu sztafet 4 × 100 m), jak również dwa medale igrzysk śródziemnomorskich (srebrny w konkurencji biegu na 100 m, brązowy w konkurencji biegu na 200 m).
W swej karierze wywalczyła 18 tytułów mistrzyni Portugalii (dwanaście na stadionie, sześć w hali). Zdobyła też pięć medali lekkoatletycznych mistrzostw Afryki Środkowej w latach 2007–2013.

## Osiągnięcia
| Rok     | Zawody                                    | Miasto         | Miejsce | Konkurencja        | Wynik |
| ------- | ----------------------------------------- | -------------- | ------- | ------------------ | ----- |
| 2009    | Uniwersjada                               | Belgrad        | 6. SF   | bieg na 200 m      | 25,24 |
| 2009    | Igrzyska frankofońskie                    | Bejrut         | 4. H    | bieg na 100 m      | 12,29 |
| 2009    | Igrzyska frankofońskie                    | Bejrut         | 5. H    | bieg na 200 m      | 24,74 |
| 2010    | Mistrzostwa Afryki                        | Nairobi        | 5. SF   | bieg na 100 m      | 12,08 |
| 2010    | Mistrzostwa Afryki                        | Nairobi        | 7. SF   | bieg na 200 m      | 24,61 |
| 2011    | Uniwersjada                               | Shenzhen       | 7. QF   | bieg na 100 m      | 12,05 |
| 2011    | Uniwersjada                               | Shenzhen       | 7. QF   | bieg na 200 m      | 24,47 |
| 2011    | Igrzyska afrykańskie                      | Maputo         | 8. H    | bieg na 100 m      | 12,50 |
| 2011    | Igrzyska afrykańskie                      | Maputo         | 5. SF   | bieg na 200 m      | 24,31 |
| 2012    | Mistrzostwa Afryki                        | Porto-Novo     | 7.      | bieg na 100 m      | 11,86 |
| 2012    | Mistrzostwa Afryki                        | Porto-Novo     | 4. SF   | bieg na 200 m      | 24,35 |
| 2012    | Igrzyska olimpijskie                      | Londyn         | 8. H    | bieg na 100 m      | 11,90 |
| 2013    | Igrzyska frankofońskie                    | Nicea          | 3. H    | bieg na 100 m      | 12,39 |
| 2016    | Mistrzostwa Europy                        | Amsterdam      | 5. SF   | bieg na 100 m      | 11,57 |
| 2016    | Igrzyska olimpijskie                      | Rio de Janeiro | 4. H    | bieg na 100 m      | 11,43 |
| 2016    | Igrzyska olimpijskie                      | Rio de Janeiro | 4. H    | bieg na 200 m      | 23,01 |
| 2017    | Halowe mistrzostwa Europy                 | Belgrad        | 8. SF   | bieg na 60 m       | 7,51  |
| 2017    | Drużynowe mistrzostwa Europy (I liga)     | Vaasa          | brąz    | bieg na 100 m      | 11,74 |
| 2017    | Drużynowe mistrzostwa Europy (I liga)     | Vaasa          | brąz    | bieg na 200 m      | 23,76 |
| 2017    | Drużynowe mistrzostwa Europy (I liga)     | Vaasa          | srebro  | sztafeta 4 × 100 m | 52,23 |
| 2017    | Mistrzostwa świata                        | Londyn         | 6. H    | bieg na 200 m      | 23,85 |
| 2018    | Halowe mistrzostwa świata                 | Birmingham     | 6. H    | bieg na 60 m       | 7,39  |
| 2018    | Mistrzostwa Europy                        | Berlin         | 8. SF   | bieg na 100 m      | 11,46 |
| 2018    | Mistrzostwa Europy                        | Berlin         | 7. SF   | bieg na 200 m      | 23,80 |
| 2019    | Halowe mistrzostwa Europy                 | Glasgow        | 5. SF   | bieg na 60 m       | 7,35  |
| 2019    | Igrzyska europejskie                      | Mińsk          | 4.      | bieg na 100 m      | 11,47 |
| 2019    | Drużynowe mistrzostwa Europy (I liga)     | Sandnes        | srebro  | bieg na 100 m      | 11,75 |
| 2019    | Drużynowe mistrzostwa Europy (I liga)     | Sandnes        | złoto   | bieg na 200 m      | 23,78 |
| 2019    | Drużynowe mistrzostwa Europy (I liga)     | Sandnes        | złoto   | sztafeta 4 × 100 m | 44,94 |
| 2019    | Mistrzostwa świata                        | Doha           | 7. H    | bieg na 100 m      | 11,51 |
| 2021    | Halowe mistrzostwa Europy                 | Toruń          | 7. H    | bieg na 60 m       | 7,40  |
| 2021    | Drużynowe mistrzostwa Europy (Super liga) | Chorzów        | 7.      | bieg na 100 m      | 11,45 |
| 2021    | Drużynowe mistrzostwa Europy (Super liga) | Chorzów        | 6.      | bieg na 200 m      | 23,45 |
| 2021    | Drużynowe mistrzostwa Europy (Super liga) | Chorzów        | 4.      | sztafeta 4 × 100 m | 44,92 |
| 2021    | Igrzyska olimpijskie                      | Tokio          | 4. H    | bieg na 100 m      | 11,31 |
| 2021    | Igrzyska olimpijskie                      | Tokio          | 7. SF   | bieg na 200 m      | 23,20 |
| 2022    | Halowe mistrzostwa świata                 | Belgrad        | 8. SF   | bieg na 60 m       | 7,24  |
| 2022    | Mistrzostwa ibero-amerykańskie            | La Nucia       | srebro  | bieg na 100 m      | 11,36 |
| 2022    | Mistrzostwa ibero-amerykańskie            | La Nucia       | srebro  | bieg na 200 m      | 23,67 |
| 2022    | Mistrzostwa ibero-amerykańskie            | La Nucia       | srebro  | sztafeta 4 × 100 m | 44,82 |
| 2022    | Igrzyska śródziemnomorskie                | Oran           | srebro  | bieg na 100 m      | 11,36 |
| 2022    | Igrzyska śródziemnomorskie                | Oran           | brąz    | bieg na 200 m      | 23,20 |
| 2022    | Mistrzostwa świata                        | Eugene         | 6. H    | bieg na 100 m      | 11,44 |
| 2022    | Mistrzostwa świata                        | Eugene         | 6. H    | bieg na 200 m      | 23,41 |
| 2022    | Mistrzostwa Europy                        | Monachium      | 6. SF   | bieg na 100 m      | 11,42 |
| 2022    | Mistrzostwa Europy                        | Monachium      | 6. SF   | bieg na 200 m      | 23,43 |
| 2023    | Halowe mistrzostwa Europy                 | Stambuł        | 7. SF   | bieg na 60 m       | 7,34  |
| 2023    | Drużynowe mistrzostwa Europy (I dywizja)  | Chorzów        | 5.      | sztafeta 4 × 100 m | 44,27 |
| 2023    | Mistrzostwa świata                        | Budapeszt      | 4. H    | bieg na 100 m      | 11,29 |
| 2023    | Mistrzostwa świata                        | Budapeszt      | 6. H    | bieg na 200 m      | 23,13 |
| 2024    | Halowe mistrzostwa świata                 | Glasgow        | 6. H    | bieg na 60 m       | 7,33  |
| 2024    | Mistrzostwa ibero-amerykańskie            | Cuiabá         | 4.      | bieg na 100 m      | 11,30 |
| 2024    | Mistrzostwa ibero-amerykańskie            | Cuiabá         | 4.      | bieg na 200 m      | 23,33 |
| 2024    | Mistrzostwa ibero-amerykańskie            | Cuiabá         | 4.      | sztafeta 4 × 100 m | 44,57 |
| 2024    | Mistrzostwa Europy                        | Rzym           | 5. SF   | bieg na 100 m      | 11,32 |
| 2024    | Mistrzostwa Europy                        | Rzym           | 7. SF   | bieg na 200 m      | 23,39 |
| 2024    | Mistrzostwa Europy                        | Rzym           | 7. H    | sztafeta 4 × 100 m | 43,85 |
| 2024    | Igrzyska olimpijskie                      | Paryż          | 5. H    | bieg na 100 m      | 11,38 |
| 2024    | Igrzyska olimpijskie                      | Paryż          | 4. RR   | bieg na 200 m      | 23,08 |
| 2025    | Halowe mistrzostwa Europy                 | Apeldoorn      | 4. SF   | bieg na 60 m       | 7,21  |
| 2025    | World Athletics Relays                    | Kanton         | 4. RR   | sztafeta 4 × 100 m | 44,16 |
| 2025    | Drużynowe mistrzostwa Europy (I dywizja)  | Madryt         | 4.      | bieg na 100 m      | 11,21 |
| 2025    | Drużynowe mistrzostwa Europy (I dywizja)  | Madryt         | 5.      | bieg na 200 m      | 22,61 |
| 2025    | Drużynowe mistrzostwa Europy (I dywizja)  | Madryt         | 11.     | sztafeta 4 × 100 m | 43,44 |
| Źródło: |                                           |                |         |                    |       |

## Rekordy życiowe
(stan na 1 marca 2025)
- bieg na 100 m – 11,10 (14 sierpnia 2021, La Chaux-de-Fonds)  / 11,09w (6 lipca 2024, Maia)
- bieg na 200 m – 22,61 (29 czerwca 2025, Madryt)  / 22,56w (5 czerwca 2021, Salamanka)
- sztafeta 4 × 100 m – 43,44 (28 czerwca 2025, Madryt)

Halowe
- bieg na 60 m – 7,17 (6 marca 2022, Lizbona oraz 28 lutego 2025, Madryt)
- bieg na 200 m – 23,98 (19 lutego 2017, Pombal)

Źródło: 